# Герб острова Мэн
Герб острова Мэн (англ. Coat of arms of the Isle of Man) представляет собой серебряный трискелион (триножник), с золотыми шпорами и наколенниками, в червленом поле.
Поскольку остров Мэн является коронным владением, более точное название его герба — Герб Его Величества, как правителя острова Мэн (англ. The Arms of His Majesty in right of the Isle of Man).
Герб был дарован острову королевским указом от 12 июля 1996 года. До этого на острове использовалась более простая версия герба.

## Описание
Геральдическое описание герба звучит так:
Герб: На красном поле серебряный триножник с золотой отделкой и шпорами; щит увенчан императорской короной; щит поддерживают сокол сапсан справа  и ворон слева, обращённые друг к другу, стоящие на ленте с девизом Quocunque Jeceris Stabit.

## История герба
В 1405 году английский король Генрих IV даровал остров Мэн со всеми правами Сэру Джону Стэнли с условием принесения присяги на верность. В числе прочего, правитель острова Мэн преподносил в дар королю два сокола и обязывался преподносить по два сокола каждому последующему королю Англии, в день его коронации.
Потомки Сэра Джона правили островом как короли или лорды острова Мэн на протяжении 360 лет, пока английский король Георг III не присвоил этот титул себе и своим потомкам, хотя преподношения двух соколов продолжалось вплоть до коронации Георга IV в 1822 году.
Ворон является птицей легенд и предрассудков и на острове находится много мест, имеющих имя «Ворон» в названии. Но особое значения вороны имеют в германо-скандинавской мифологии, где они считались птицами верховного бога Одина. Вороны Одина Хугин и Мунин облетали весь мир и сообщали ему о том, что видели. Имена птиц означают, соответственно, «думающий» и «помнящий».
Скандинавский элемент весьма силён в истории и культуре острова, поэтому присутствие ворона в качестве щитодержателя не случайно.

## Девиз
Латинский девиз острова Мэн Quocunque Jeceris Stabit, который буквально переводится как Как ни бросишь, будет стоять, присутствует и в его гербе. Об использовании этого девиза на острове впервые сообщается около 1300 года. Ранее этот девиз уже использовали МакЛеоды из Льюиса, средневековые шотландские лорды Островов, государство которых после 1266 года включало и остров Мэн.